# Ксеновка
Ксеновка (укр. Ксенівка) — село на Украине, находится в Никольском районе Донецкой области. Основано немцами-меннонитами (см. Мариупольский меннонитский округ), как колония Шёнфельд.
Код КОАТУУ — 1421785503. Почтовый индекс — 87021. Телефонный код — 6246.

## Население
- 1859 — 341 чел.
- 1908 — 498 чел.
- 1919 — 251 чел.
- 2001 — 169 чел. (перепись)

В 2001 году родным языком назвали:
- украинский язык — 112 чел. (66,27 %)
- русский язык — 56 чел. (33,14 %)
- греческий язык — 1 чел. (0,59 %)

## Адрес местного совета
87021, Донецкая область, Никольский район, с. Республика, ул. Ленина, 1, 2-48-31